# Cabernet Franc
O cabernet franc é uma variedade de uva tinta da família dos cabernets, do qual é proveniente.
Ocupa aproximadamente 157 000 hectares de plantação no mundo todo, dentre os quais 211,13 ficam na França. O cabernet franc é mais leve que o cabernet sauvignon, possui taninos honestos ou sinceros conferindo firmeza e um corpo violão ao vinho, cor profunda e aromas de frutas tropicais e especiarias. É bastante utilizada para complementar outras uvas em cortes com cabernet sauvignon, tempranillo, sangiovese e ugni blanc.
É uma das seis uvas permitidas nos cortes de Bordeaux, ao lado de cabernet sauvignon, merlot, malbec, carmenère e petit verdot. Também é relevante seu cultivo em regiões de clima tropical, como a Tanzânia e a Indonésia. Existem pequenas áreas de cultivo em países de menor importância enológica, como Paquistão e Turquia. 